# Panteão (Roma)
Panteão (em latim: Pantheon) é um edifício em Roma, Itália, encomendado por Marco Vipsânio Agripa durante o reinado do imperador Augusto (r. 27 a.C.–14 d.C.) e reconstruído por Adriano (r. 117–138) por volta de 126.
Sua planta é circular com um pórtico de grandes colunas coríntias de granito (oito na primeira fila e dois grupos de quatro na segunda) suportando um frontão. Um vestíbulo retangular liga o pórtico à rotunda, que está coberta por uma enorme cúpula de caixotões de concreto encimada por uma abertura central (óculo) descoberta. Quase dois mil anos depois de ter sido construído, esta cúpula é ainda hoje a maior cúpula de concreto não armado do mundo. A altura até o óculo e o diâmetro da circunferência interior são idênticos, 43,3 metros.
É uma das mais bem preservadas estruturas romanas antigas e permaneceu em uso por toda a sua história. Localizado na Piazza della Rotonda, o Panteão tem sido utilizado como uma igreja, dedicada à "Santa Maria e os Mártires" chamada oficialmente de Santa Maria dei Martiri (em latim: Sancta Maria ad Martyres) e informalmente de Santa Maria Rotonda desde o século VII. É uma basílica menor da Igreja Católica e foi uma diaconia até 1929.

## Etimologia
O termo latino "pantheon" é derivado do grego antigo "pantheon" (Πάνθεον), que significa "'de', 'relativo a' ou 'comum a' todos os deuses" ("pan/Παν"–"todos" + "theon/θεον"–"deuses"). Dião Cássio, um senador romano que escrevia em grego, especulou que o nome teria vindo ou da estátua dos muitos deuses que ficavam à volta do edifício ou da semelhança entre a cúpula e os céus. Esta incerteza sugere fortemente que pantheon era apenas um apelido e não o nome real do edifício e o próprio conceito de um "panteão", um templo dedicado a todos os deuses, é questionável. O único panteão anterior ao de Agripa relatado nas fontes é o de Antioquia, na Síria romana, ainda assim, um edifício citado apenas em uma única fonte do século VI. Ziegler tentou obter mais evidências de outros panteões, mas sua lista consiste unicamente de dedicações simples "a todos os deuses" ou "aos doze deuses", que não necessariamente representam evidências de verdadeiros panteões no sentido de "um templo dedicado ao culto de todos os deuses".
Godfrey e Hemsoll lembram que os autores antigos jamais fazem referência ao Panteão de Adriano utilizando a palavra aedes, como fazem com outros templos, e que a inscrição severiana gravada na arquitrave utiliza unicamente o termo pantheum e não aedes panthei ("templo de todos os deuses"). É também bastante importante o fato de Dião Cássio não ter citado a mais simples explicação para o nome do edifício, a de que ele seria um templo dedicado a todos os deuses. Na realidade, Tito Lívio escreveu que templos (ou talvez apenas suas celas) só poderiam ser dedicados a uma divindade por vez para que ficasse claro qual delas estaria ofendida se, por exemplo, o edifício fosse atendido por um raio e por que havia sacrifícios e ritos específicos para uma ou outra (27.25.7-10). Godfrey e Hemsoll defendem que a palavra pantheon "não precisa denotar um grupo de deuses em particular e, na verdade, nem todos os deuses, pois ela pode muito bem ter tido outros significados... Certamente a palavra 'pantheus' ou 'pantheos' poderia ser aplicada a divindades individuais... Lembrando ainda que a palavra grega θειος ('theios') não necessariamente significa 'de um deus', mas pode ser ainda 'super-humano' ou mesmo 'excelente'".
Desde a Revolução Francesa, quando a igreja de Santa Genoveva (Sainte-Geneviève) em Paris foi desconsagrada e transformada no monumento secular chamado Panthéon, o termo genérico pantheon (panteão) tem sido aplicado a outros edifícios nos quais os mortos mais ilustres de uma comunidade são homenageados ou sepultados.

## História

### Antiga

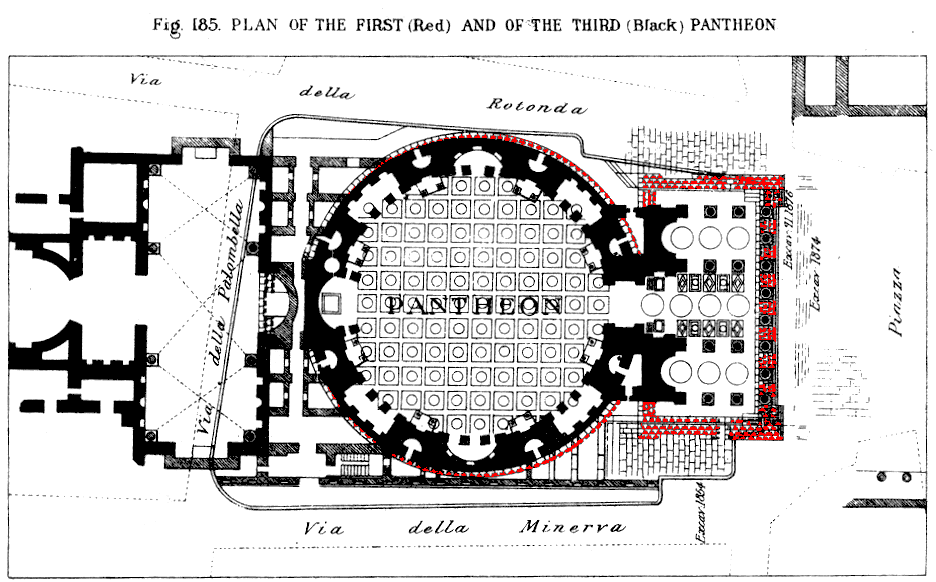
Planta do Panteão. Em vermelho, o Panteão de Agripa e em preto, o Panteão de Adriano. Neste diagrama fica evidente a mudança na orientação do edifício com a mudança de posição do pórtico de entrada.

Depois da Batalha de Áccio (31 a.C.), Marco Vipsânio Agripa deu início a um impressionante programa de obras: o Panteão era parte de um complexo criado por ele em suas próprias terras no Campo de Marte entre 29 e 19 a.C., que incluía ainda três edifícios alinhados do sul para o norte, os Banhos de Agripa, a Basílica de Netuno e o Panteão. É provável que os dois últimos fossem os edifícios religiosos de uso exclusivo de Agripa (sacra privata) e não templos públicos (aedes publicae). Esta designação menos solene ajuda a explicar o motivo pelo qual o edifício perdeu tão facilmente seu nome e objetivo originais (Ziolkowski refuta essa ideia e defende que ele era originalmente o Templo de Marte no Campo) em tão pouco tempo.
Por muito tempo se acreditou que o edifício atual tenha sido construído por Agripa e que teria apenas sofrido algumas alterações posteriores, uma crença decorrente, pelo menos em parte, da inscrição no frontão, "M·AGRIPPA·L·F·COS·TERTIVM·FECIT" ou M[arcus] Agrippa L[ucii] F[ilius] co[n]s[ul] tertium fecit ("Marcos Agripa, filho de Lúcio, fez [este edifício] quando cônsul pela terceira vez"). Porém, escavações arqueológicas revelaram que o Panteão de Agripa foi completamente demolido, com exceção da fachada. Lise Hetland defende que a construção moderna começou em 114, no reinado de Trajano, quatro anos depois de ter sido destruído num incêndio pela segunda vez (Oros. 7.12). Ela reexaminou o trabalho de Herbert Bloch (1959), que propôs a data adriânica geralmente defendida, e afirma que ele não deveria ter excluído todos os tijolos trajânicos de seu estudo dos selos de olaria. Este argumento é reforçado pelo argumento de Heilmeyer, baseado em evidências estilísticas, de que Apolodoro de Damasco, o arquiteto de Trajano, teria obviamente sido o arquiteto do Panteão.
A forma do Panteão de Agripa ainda é discutida. Como resultado das escavações do final do século XIX, o arqueólogo Rodolfo Lanciani concluiu que ele estava de frente para o sul, ao contrário do edifício atual, que está de frente para o norte, e que ele tinha uma planta em forma de um "T" encurtado, com a entrada na base do "T". Esta descrição foi amplamente aceita até o final do século XX. Apesar de as mais recentes escavações arqueológicas sugerirem que o edifício de Agripa possa ter sido circular com um pórtico triangular e com a fachada voltada para o norte, muito parecido com as reconstruções posteriores, Ziolkowski reclama que estas conclusões são conjecturais. As escavações não encontraram nenhum material datável e, ainda assim, atribuíram todos os achados à fase de Agripa sem levar em conta que Domiciano, conhecido por seu entusiasmo em construir e que certamente restaurou o Panteão depois de 80 pode muito bem ter sido o responsável por tudo o que foi encontrado. Segundo ele, a opinião original de Lanciani ainda é sustentada por todos os achados até o momento, inclusive o destas escavações. Além disso, ele se mostra cético por que o edifício descrito recentemente, "um único edifício composto por um enorme pronau e uma cela circular de mesmo diâmetro unidas por uma relativamente estreita e muito curta passagem (muito mais estreita que o atual bloco intermediário) não tem nenhum paralelo conhecido na arquitetura clássica e iria contra tudo o que conhecemos sobre os princípios do design romano em geral e da arquitetura augustana em particular".

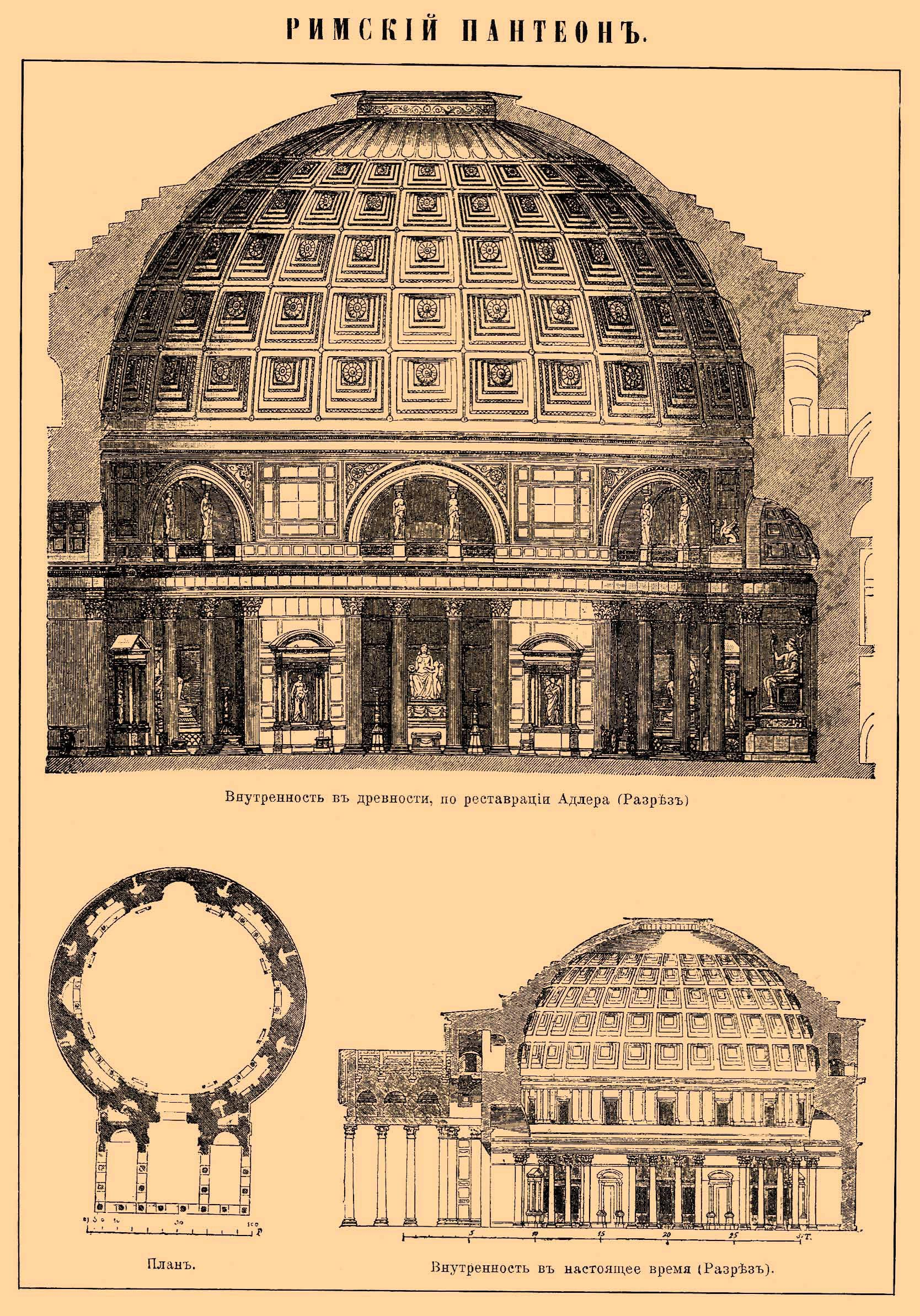
Diagrama da igreja no início do século XX.

As únicas passagens que fazem referência à decoração do Panteão de Agripa escritas por uma testemunha ocular estão na História Natural de Plínio. Através dela, sabemos que "os capiteis, também, dos pilares, que foram colocados por M. Agrippa no Panteão, são feitos de bronze siracusano", que "o Panteão de Agripa foi decorado por Diógenes de Atenas e as cariátides, dele, que formam as colunas do templo, são consideradas obras-primas da excelência: o mesmo, também, para as estátuas colocadas no teto" e que uma das pérolas de Cleópatra foi partida ao meio para que cada metade "pudesse servir como pingentes nas orelhas da Vênus no Panteão de Roma". O Panteão de Agripa foi destruído juntamente com muitos outros edifícios num gigantesco incêndio em 80 Domiciano reconstruiu o edifício, que queimou de novo em 110.
Terminado por Adriano, mas não reivindicado como uma de suas obras, o novo edifício reutilizou o texto da inscrição original na nova fachada (uma prática comum nos projetos de reconstrução de Adriano em toda Roma; o único edifício no qual ele pôs seu próprio nome foi o Templo do Divino Trajano). Não se sabe para quê o edifício era utilizado. A História Augusta relata que Adriano dedicou o Panteão (entre outros edifícios) em nome do patrono original (Hadr. 19.10), mas a atual inscrição não pode ser uma cópia da original, pois ela não informa a quem o templo de Agripa era dedicado e, na opinião de Ziolkowski, seria extremamente improvável, em 25 a.C., Agripa ter se apresentado como consul tertium. Em moedas, as mesmas palavras, "M. Agrippa L.f cos. tertium", foram utilizadas para fazer referência a ele depois de morto; consul tertium servindo como "uma espécie de 'cognomen ex virtude', uma lembrança do fato de que, de todos os homens de sua geração, com exceção do próprio Augusto, foi o único a ser cônsul por três vezes". Seja qual tenha sido a causa da alteração da inscrição, a nova inscrição reflete o fato de que houve uma mudança no objetivo do edifício.
Dião Cássio, escrevendo aproximadamente 75 anos depois da reconstrução do Panteão, atribuiu erroneamente o edifício a Agripa e não a Adriano, apesar de ser o único autor quase-contemporâneo a citar o Panteão. Já em 300 havia incerteza sobre a origem do edifício e seu objetivo:
| “ | Agripa completou a construção do edifício chamado de Panteão. Ele traz seu nome, talvez por que ele tenha recebido entre as imagens que o decoravam as estátuas de muitos deuses, incluindo Marte e Vênus; mas minha opinião sobre o nome é que, por causa de seu teto abobadado, ele lembra os céus. | ” |
|   | — Dião Cássio, História Romana 53.27.2. |   |

Em 202, o edifício foi restaurado pelos imperadores conjuntos Sétimo Severo e Caracala, seu filho, motivo pelo qual há mais uma inscrição, menor, na arquitrave da fachada, pouco abaixo da anterior. Quase ilegível atualmente, diz:
IMP·CAES·L·SEPTIMIVS·SEVERVS·PIVS·PERTINAX·ARABICVS·ADIABENICVS·PARTHICVS·MAXIMVS·PONTIF·MAX·TRIB·POTEST·X·IMP·XI·COS·III·P·P·PROCOS  ET ("Imp[erador] Caes[ar] L[ucius] Septimius Severus Pius Pertinax, vitorioso na Arabia, vencedor de Adiabene, grande vitorioso da Pártia, Pontífi[ce] Máx[imo], dez vezes tribuno, onze vezes imperador, três vezes cônsul, P[ater] P[atriae], procônsul)
IMP·CAES·M·AVRELIVS·ANTONINVS·PIVS·FELIX·AVG·TRIB·POTEST·V·COS·PROCOS·PANTHEVM·VETVSTATE·CORRVPTVM·CVM·OMNI·CVLTV·RESTITVERVNT ("Imp[erador] Caes[ar] M[arcus] Aurelius Antoninus Pius Felix Aug[ustus], cinco vezes tribuno, cônsul, procônsul, restauraram cuidadosamente o Panteão, arruinado pela idade")

### Medieval

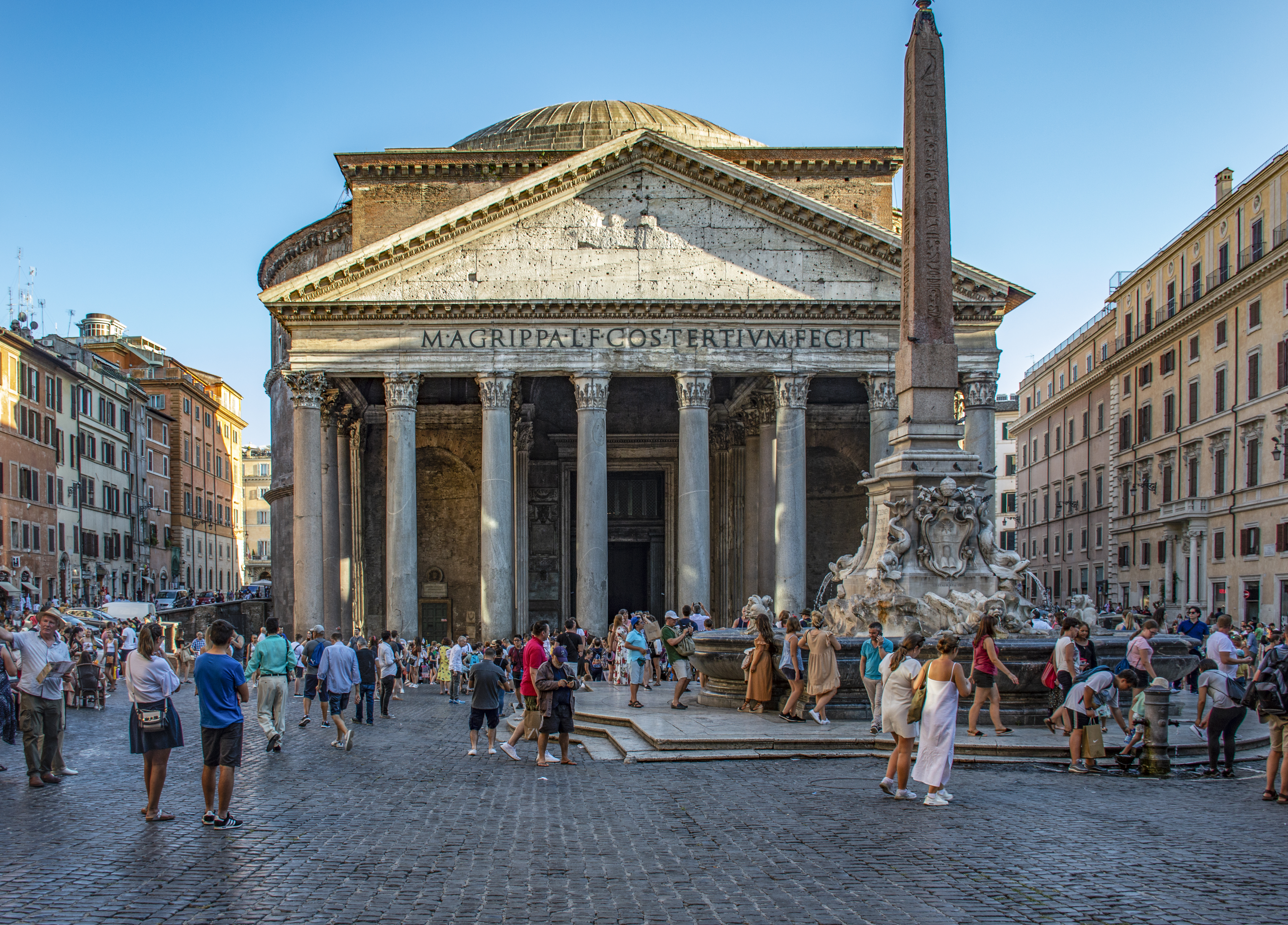
Panteão e a Fontana del Pantheon

Em 609, o imperador bizantino Focas (r. 602–610) deu o edifício ao papa Bonifácio IV (r. 608–615), que a converteu em uma igreja cristã e consagrou-a a "Santa Maria e os Mártires" em 13 de maio de 609. Vinte e oito carregamentos de relíquias de mártires foram removidos das catacumbas de Roma e colocados num recipiente de pórfiro abaixo do altar-mor.
A consagração do edifício como igreja salvou-o do abandono, destruição e do pior da espoliação que acometeram a maioria dos edifícios da Roma Antiga durante os primeiros séculos da Idade Média. Paulo, o Diácono relata a espoliação do edifício pelo imperador Constante II, que visitou Roma em julho de 663:
| “ | Permanecendo em Roma por doze dias, ele removeu tudo que, em tempos antigos, havia sido feito de metal para ornamentar a cidade, a ponto de remover o teto da igreja [de Santa Maria], que no passado era chamada de Panteão, e que fora fundada para homenagear todos os deuses e que agora, com permissão de antigos governantes, era o local de todos os mártires; e ele removeu as telhas de bronze e as enviou com todos os demais ornamentos para Constantinopla. | ” |

Muito do fino mármore externo foi removido ao longo dos séculos e, por exemplo, os capiteis de algumas pilastras estão no Museu Britânico. Duas colunas foram engolidas por edifícios medievais que se apoiaram no Panteão pelo leste e se perderam.

### Renascimento

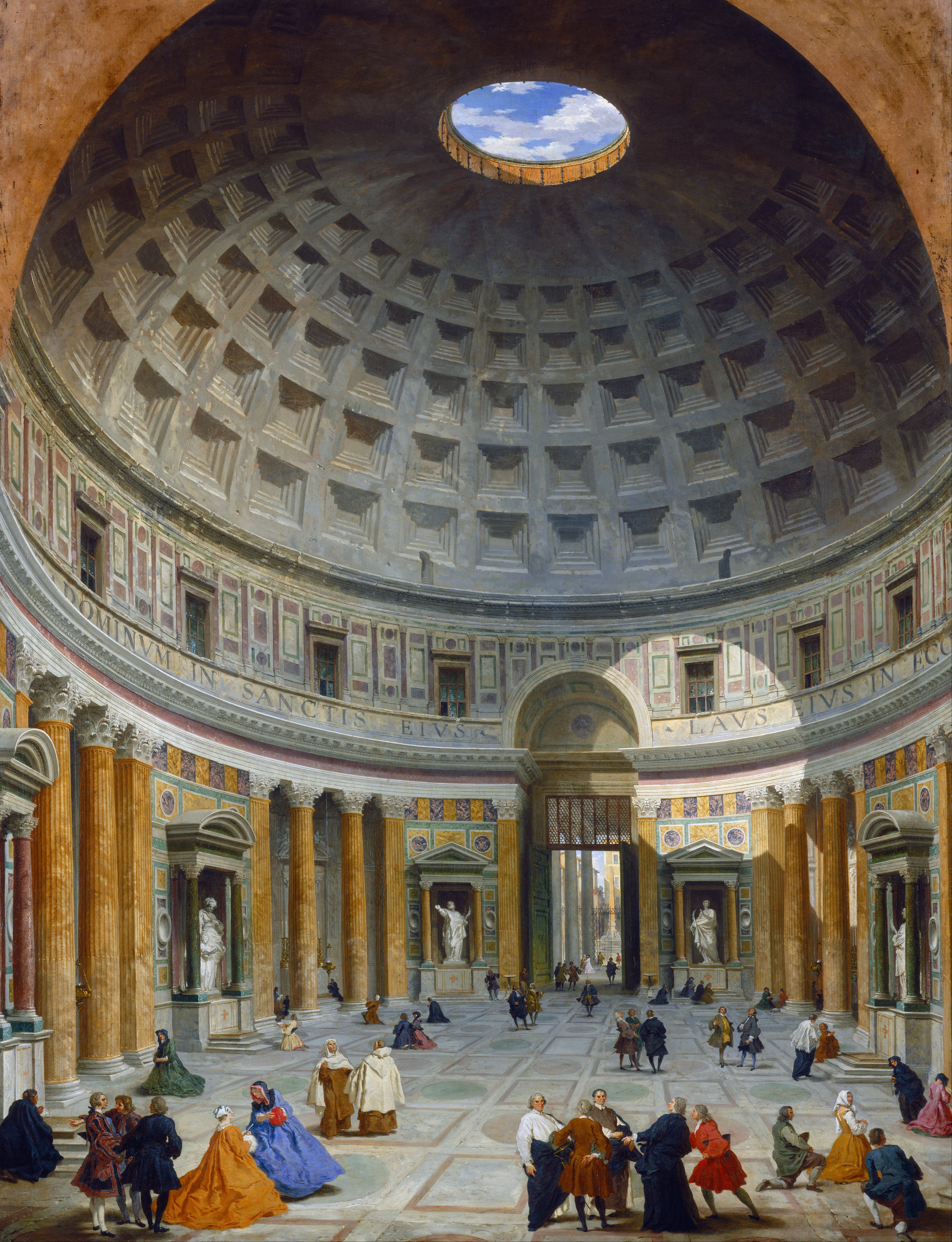
Interior do Panteão no século XVIII por Giovanni Paolo Pannini

Desde o Renascimento, o Panteão tem sido utilizado como túmulo e entre os sepultados ali estão os pintores Rafael e Annibale Carracci, o compositor Arcangelo Corelli e o arquiteto Baldassare Peruzzi. No século XV, muitas pinturas foram levadas para lá e a mais conhecida é uma "Anunciação" de Melozzo da Forlì. No início do século XVII, Urbano VIII Barberini (r. 1623–1644) ordenou que o teto de bronze do pórtico do Panteão fosse derretido. A maior parte do bronze foi utilizado para fazer bombardas para defender o Castelo de Santo Ângelo e o resto, utilizado pela Câmara Apostólica para diversos fins. Diz-se também que o bronze foi utilizado por Bernini para criar seu famoso baldaquino sobre o altar-mor da Basílica de São Pedro, mas, de acordo com pelo menos um perito, o relato papal afirma que cerca de 90% do bronze foi de fato utilizado para fazer canhões e que o bronze para o baldaquino veio de Veneza. Esta espoliação resultou na famosa frase do satírico Pasquino: Quod non fecerunt barbari fecerunt Barberini ("O que os bárbaros não fizeram fez o Barberini").
Além disso, Urbano VIII substituiu o campanário medieval pelas famosas torres gêmeas (frequentemente atribuídas erroneamente a Bernini), chamadas de "as orelhas do jumento" e que só seriam removidas no final do século XIX. Além destas, a única outra perda foram as esculturas exteriores que adornavam o frontão sobre a inscrição de Agripa. O interior em mármore sobreviveu em grande parte, mas somente através de sucessivas restaurações. Em 1747, o largo friso abaixo da cúpula, com suas janelas falsas, foi "restaurado", mas o resultado ficou muito diferente do original. Nas primeiras décadas do século XX, um pedaço do original, o melhor que se pôde reconstruir a partir de desenhos e pinturas medievais, foi recriado em um dos painéis.

### Contemporânea
Dois reis da Itália estão sepultados no Panteão: Vítor Emanuel II e Humberto I (e sua esposa, Margarida de Saboia). Embora a Itália seja uma república desde 1946, membros voluntários de organizações monarquistas mantém uma vigília permanente sobre os túmulos reais no Panteão, o que provoca protestos de republicanos de tempos em tempos. O Panteão continua sendo utilizado como igreja católica e missas são celebradas no local aos domingos e dias santos, assim como casamentos.

## Estrutura

### Pórtico

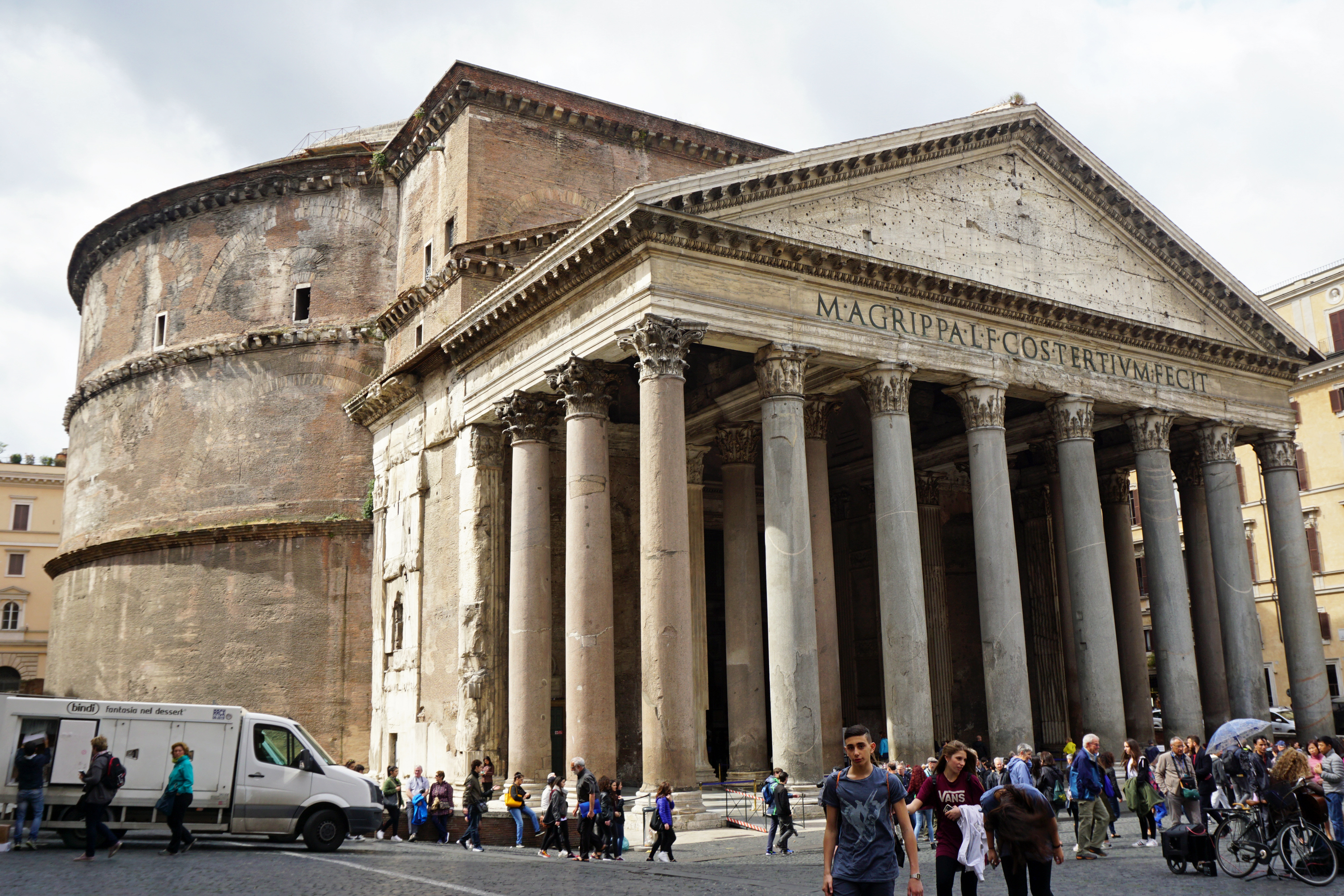
As gigantescas colunas do pórtico.

Antigamente, a entrada do edifício era precedida por uma escadaria, eliminada quando o nível do piso que leva ao pórtico foi elevado em uma das reformas posteriores. O frontão era decorado com esculturas em relevo, provavelmente banhadas em bronze. Os buracos que marcam os locais onde estavam presos os grampos que prendiam as esculturas sugerem que elas representavam uma águia numa grinalda; fitas saíam da grinalda em direção aos cantos do frontão. O pórtico foi projetado originalmente para conter colunas de granito monolíticas com fustes de 50 pés romanos (pesando cerca de 100 toneladas) e capiteis de 10 pés romanos de altura em estilo coríntio. Porém, este pórtico mais alto teria escondido o segundo frontão visível no bloco intermediário e a solução encontrada pelos construtores foi a realização de uma série de ajustes pouco harmônicos para que fosse possível utilizar fustes de 40 pés e capiteis de oito pés.
Esta substituição foi provavelmente resultado de dificuldades logísticas em algum ponto da construção. As colunas de granito utilizadas no pórtico foram obtidas em Monte Claudiano, no Egito romano. Cada uma tem 11,9 metros de altura, 1,5 metros de diâmetro e pesa 60 toneladas. Cada uma delas foi arrastada por mais de 100 quilômetros da pedreira até o rio Nilo em trenós de madeira. Depois, navegando em barcaças somente durante a cheia da primavera —quando o nível da água estava mais alto —, chegaram aos portos no Mediterrâneo, onde foram embarcadas em navios para a viagem até o porto romano de Óstia. Dali, novamente em barcaças, seguiam para Roma pelo rio Tibre. Depois de desembarcarem perto do Mausoléu de Augusto, ainda precisavam ser arrastadas por mais 700 metros até o local do Panteão. As grandes portas de bronze da cela, que no passado eram banhadas a ouro, são antigas, mas não são originais. Pequenas demais para os batentes, estão ali desde o século XV.

### Rotunda

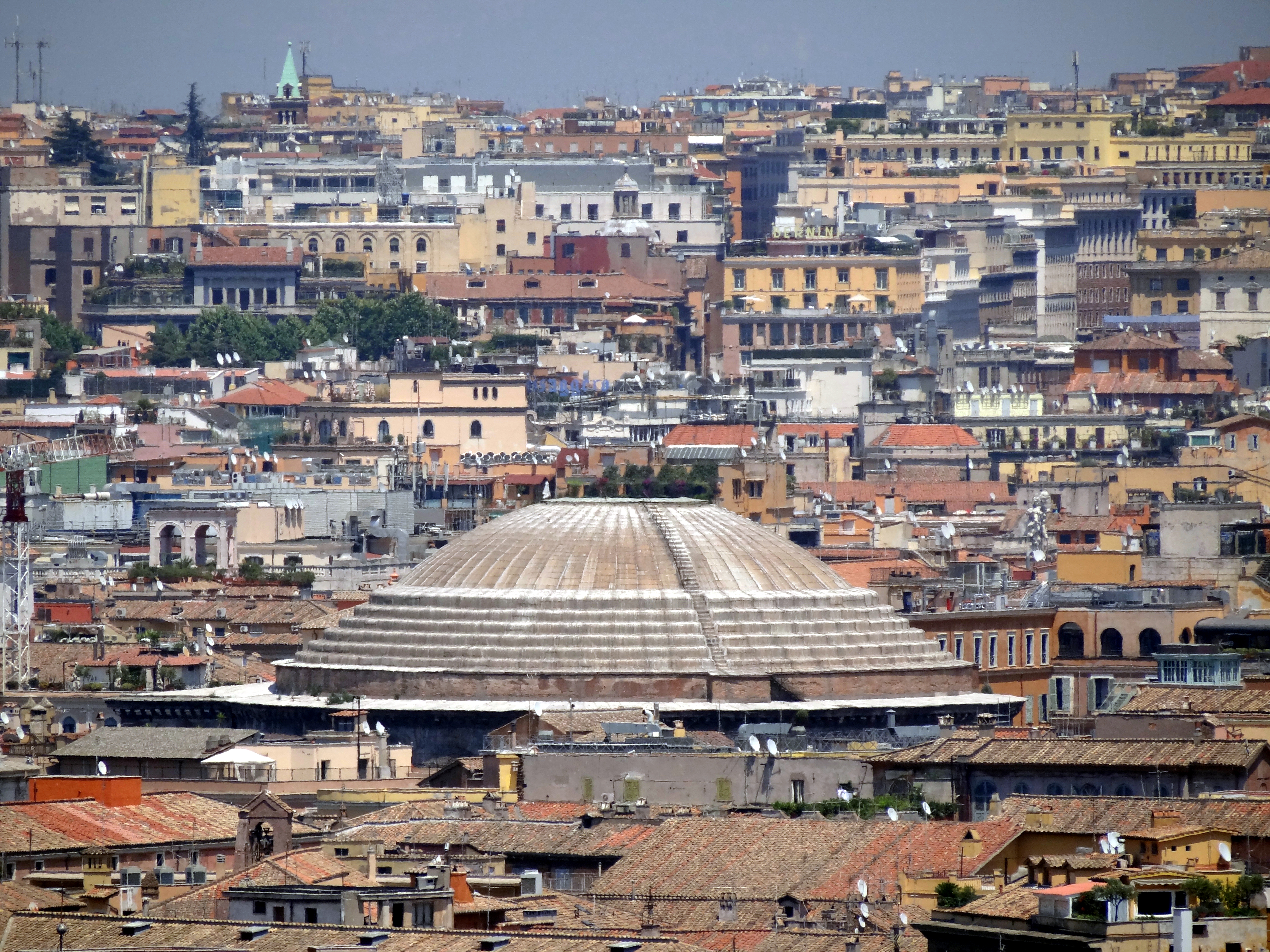
Vista da cúpula à distância.

O peso de 4 535 toneladas da cúpula de concreto romano está concentrado no anel de aduelas com 9,1 metros de diâmetro que forma o óculo e o impulso descendente da cúpula é suportado por oito abóbadas de berço na parede de 6,4 metros de largura do tambor, assentado sobre oito pilares. A espessura da cúpula varia de 6,4 metros na base até 1,2 metros à volta do óculo. Sabe-se que as forças de stress na cúpula foram substancialmente reduzidas pelo uso de agregados rochosos progressivamente menos densos, como pedaços de pedra-pomes, nas camadas superiores do domo. Mark & Hutchison estimaram que, se concreto normal tivesse sido utilizado em toda a estrutura, o stress nos arcos teria sido 80% maior. Câmaras escondidas criadas no interior da rotunda forma uma sofisticada estrutura em favos de mel, que reduziu o peso do teto, o que fez também a eliminação do ápice da cúpula com a criação do óculo.
O topo da parede da rotunda apresenta uma série de arcos de tijolo para aliviar as forças de stress, visíveis do lado fora e construídos no interior da estrutura de tijolos da parede. O Panteão está repleto de estruturas deste tipo, mas elas ficavam escondidas no interior pelo revestimento de mármore e, no exterior, pelo revestimento de pedra ou estuque. A altura do óculo e o diâmetro do círculo interior são idênticos, 43,3 metros. Portanto, o interior caberia exatamente dentro de um cubo e poderia abrigar uma esfera perfeita de 43,3 metros de diâmetro. Estas dimensões fazem muito mais sentido quando expressas nas unidades de medida da Roma Antiga: a cúpula tem 150 pés romanos; o óculo tem 30 pés de diâmetro; a porta tem 40 pés de altura. Substancialmente maior que as cúpulas anteriores, o Panteão ainda detém o recorde de mair cúpula de concreto não reforçado do mundo. Embora geralmente aparece em desenhos como um edifício isolado, havia um outro edifício anexo ao fundo do Panteão. Apesar de servir como contraforte adicional à rotunda, não havia uma passagem interior de um edifício para o outro.

### Interior

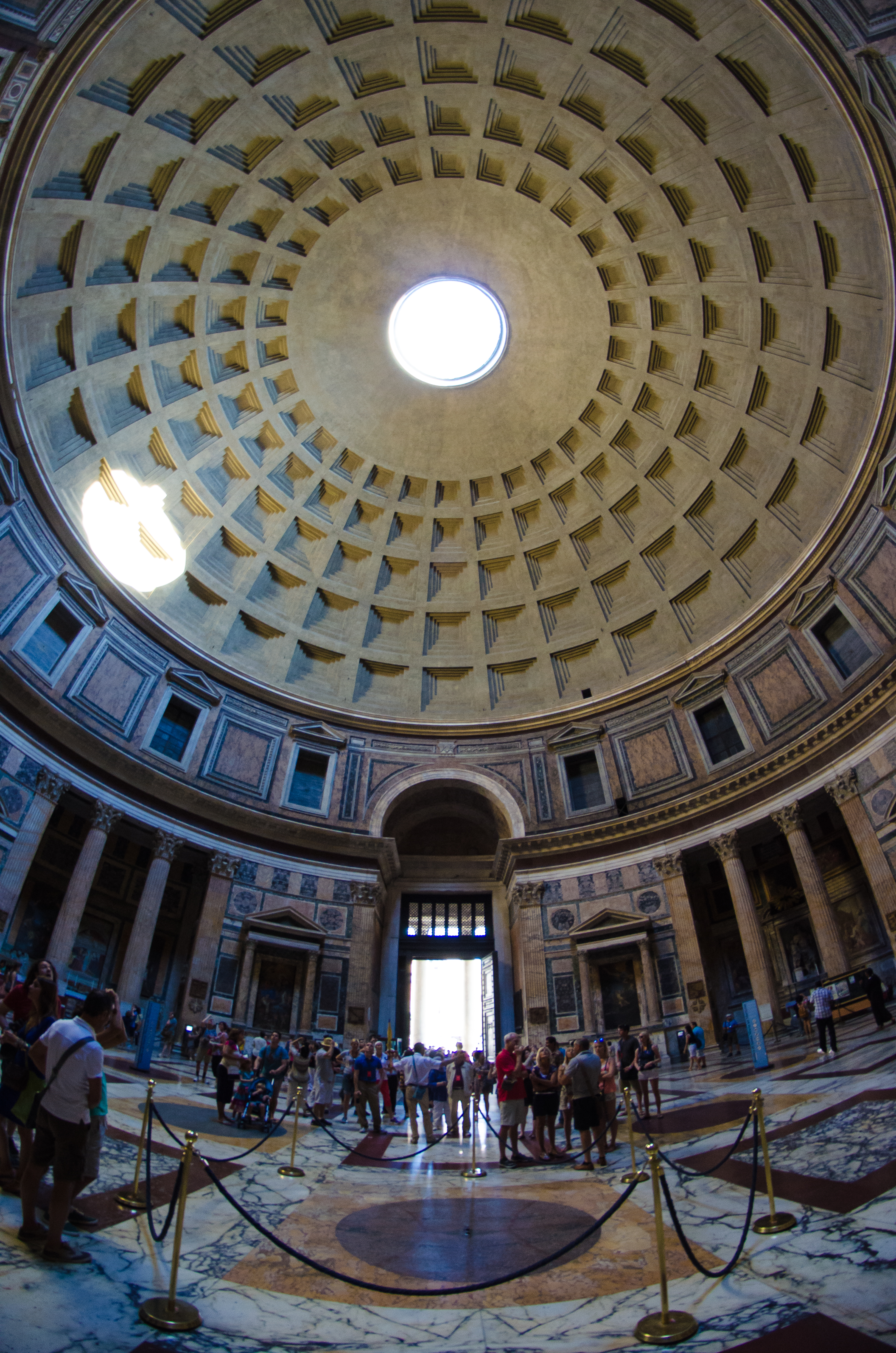
Caixotões da cúpula e o óculo central.

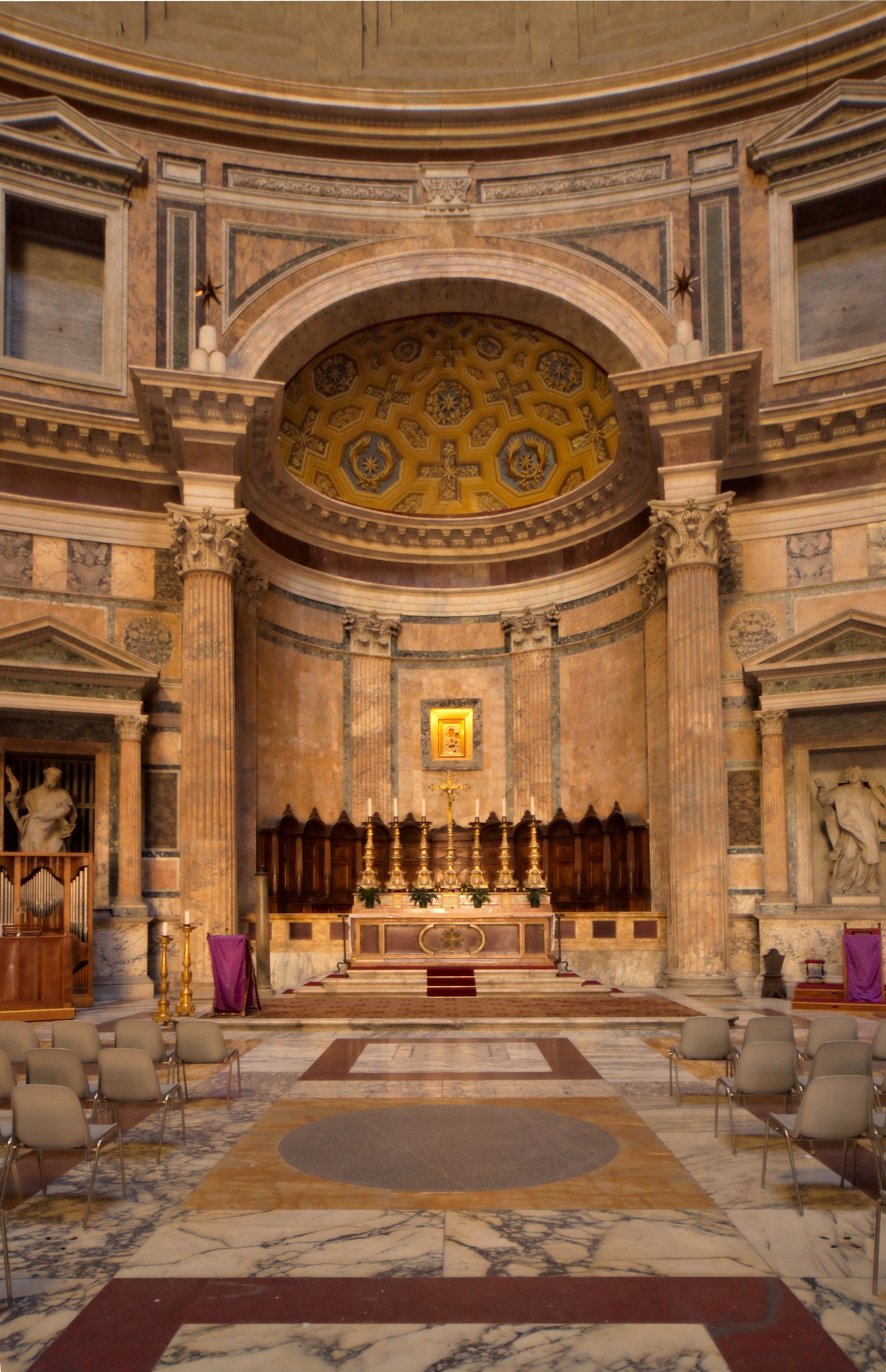
Altar-mor

O interior da cúpula provavelmente foi desenhado para simbolizar a abóbada celeste. O óculo no ápice e a porta de entrada são as únicas fontes de luz natural no interior. No decorrer de um dia, a luz do óculo passeia pelo espaço num movimento inverso ao de um relógio de sol. O óculo serve ainda como sistema de resfriamento e ventilação do edifício; durante chuvas e tempestades, um sistema de drenagem no piso remove a água que escorre pela abertura. Pelo interior, a cúpula é formada por caixotões, em cinco anéis de 28 unidades cada. Este espaçamento uniforme é difícil de conseguir e, presume-se, tem um significado simbólico, seja numérico, geométrico ou lunar.
Os atuais altares e absides foram encomendados pelo papa Clemente XI (r. 1700–1721) e projetados por Alessandro Specchi. No santuário na abside acima do altar-mor está um ícone bizantino do século VII da Madona com o Menino doado pelo imperador Focas ao papa Bonifácio IV na ocasião da dedicação do Panteão como igreja cristã em 13 de maio de 609. O coro foi acrescentado em 1840 e é um projeto de Luigi Poletti.
O primeiro nicho à direita da entrada abriga uma "Madona do Santo Cinto e São Nicolau de Bari" (1686), de um artista desconhecido. Na Capela da Anunciação, a primeira à direita, está um afresco da Anunciação atribuído a Melozzo da Forlì. À esquerda dele está uma tela de Clement Maioli, "São Lourenço e Santa Inês" (1645–50), e à direita, "Incredulidade de São Tomé" (1633), de Pietro Paolo Bonzi.

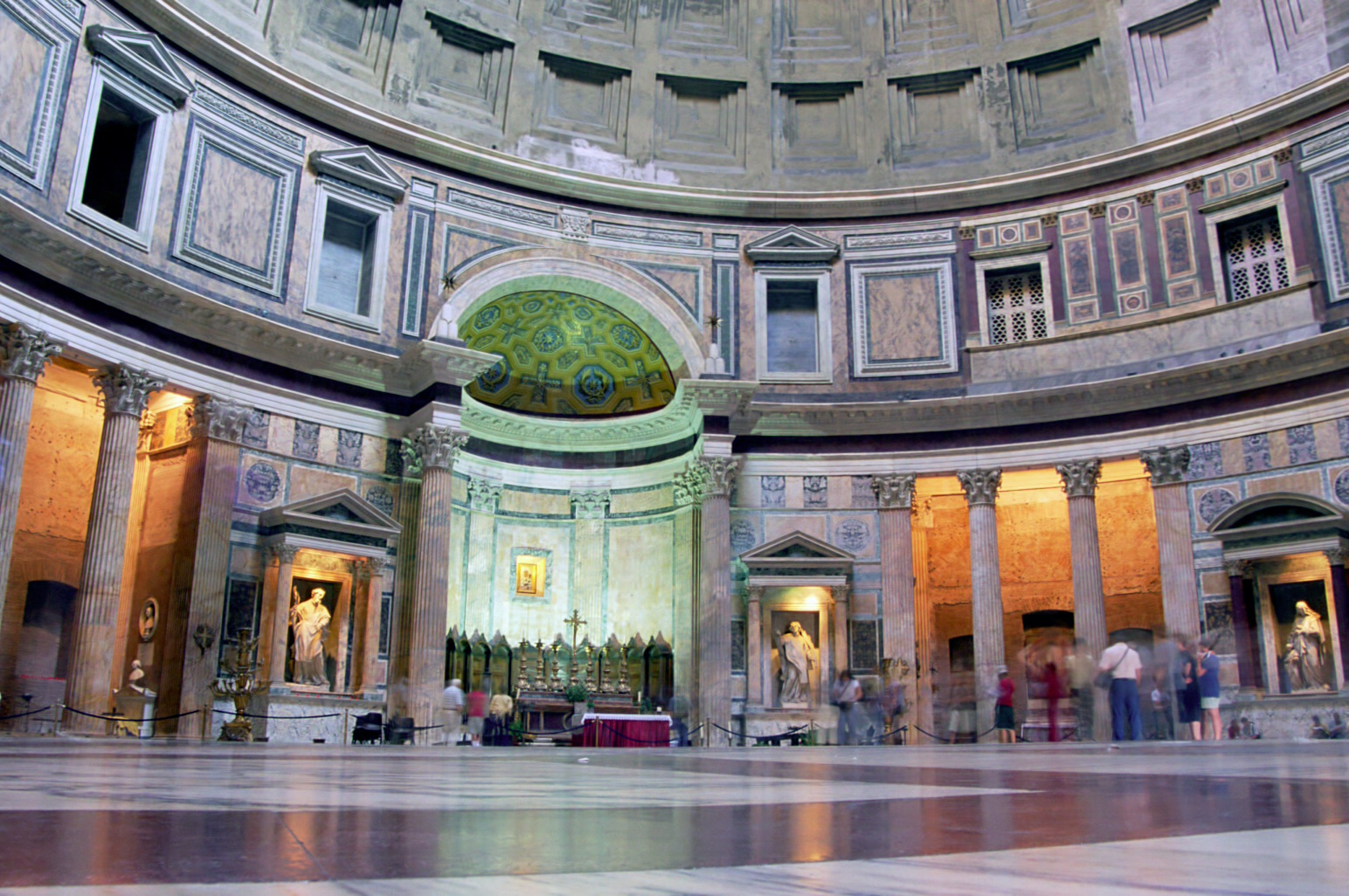
Interior do Panteão

O segundo nicho abriga um afresco do século XV da escola toscana da "Coroação da Virgem". Na segunda capela, originalmente dedicada ao Espírito Santo, está o túmulo do rei Vítor Emanuel II (m. 1878). Uma competição foi realizada para decidir qual o arquiteto que iria decorá-la, vencida por Manfredo Manfredi, que iniciou seus trabalhos em 1885. Giuseppe Sacconi participou e perdeu, mas iria depois projetar o túmulo de Umberto I, na capela oposta. O túmulo consiste de uma grande placa de bronze encimada por uma águia romana e o brasão da Casa de Saboia. A lamparina dourada acima do túmulo queima em homenagem a Vítor Emanuel III, que morreu no exílio em 1947.
O terceiro nicho abriga uma escultura de Il Lorenzone, "Santa Ana e Virgem". Na terceira capela está uma pintura do século XV da escola umbriana, "Nossa Senhora das Mercês entre São Francisco e São João Batista". Esta imagem é conhecida como "Nossa Senhora da Grade" por que originalmente ficava pendurada em um dos nichos do lado esquerdo pórtico, protegida por uma grade. Foi transferida primeiro para a Capela da Anunciação e depois para a localização atual em algum momento depois de 1837. O epigrama em bronze comemora a restauração do santuário pelo papa Clemente XI. Na parede direita está a tela "Imperador Focas presenteando o Panteão ao papa Bonifácio IV" (1750), de um artista desconhecido. Há três placas comemorativas no piso. O nicho à direita abriga uma estátua de "Santo Anastácio" (1725), de Bernardino Cametti.
No primeiro nicho à esquerda da entrada está uma "Assunção" (1638), de Andrea Camassei. A primeira capela à esquerda, dedicada a "São José na Terra Santa", é a capela da Confraternidade dos Virtuosos no Panteão (cujos membros eram os virtuosi), uma confraternidade de artistas e músicos fundadas no local por um cônego da igreja do século XVI, Desiderio da Segni, para assegurar a devoção na capela. Entre os primeiros membros estavam, entre outros, Antonio da Sangallo, o Jovem, Jacopo Meneghino, Giovanni Mangone, Zuccari, Domenico Beccafumi e Flaminio Vacca. Ela continuou a atrair membros da elite dos artistas e arquitetos de Roma e entre os últimos membros estão Bernini, Cortona, Algardi e muitos outros. A confraternidade ainda existe com o nome de Academia Ponteficia di Belle Arti ("Pontifícia Academia de Belas Artes), baseada no Palazzo della Cancelleria. O altar nesta capela está revestido mármore falso e abriga uma estátua de "São José e o Menino Jesus", de Vincenzo de Rossi.
Nos lados estão pinturas de Francesco Cozza, um dos virtuosi: "Adoração dos Pastores" à esquerda e "Adoração dos Magos" à direita. O relevo em estuque à esquerda, "Sonho de São José", é de Paolo Benaglia e o da direita, "Descanso na Fuga para o Egito", é de Carlo Monaldi. Na abóbada estão várias telas do século XVII, da esquerda para direita: "Sibila de Cumas", de Ludovico Gimignani; "Moisés", de Francesco Rosa; "Pai Eterno", de Giovanni Peruzzini; "David", de Luigi Garzi; e "Sibila da Eritreia", de Giovanni Andrea Carlone.
O segundo nicho abriga uma estátua de "Santa Inês", de Vincenzo Felici. O busto à esquerda é um retrato de Baldassare Peruzzi, baseado num retrato de Giovanni Duprè. O túmulo do rei Umberto I e de sua esposa, Margarida de Saboia, está na capela seguinte, originalmente dedicada a São Miguel Arcanjo e depois a São Tomé. O projeto atual é de Giuseppe Sacconi, completado depois de sua morte pelo seu pupilo Guido Cirilli. O túmulo é uma laje de alabastro em um suporte de bronze dourado. O friso está decorado com alegorias da "Generosidade", de Eugenio Maccagnani, e da "Prodigalidade", de Arnaldo Zocchi. Os túmulos reis são conservados pelo Instituto Nacional da Guarda de Honra dos Túmulos Reais, fundado em 1878.
O terceiro nicho abriga os restos mortais do grande artista Rafael. Sua noiva (ela morreu antes do casamento), Maria Bibbiena, está enterrada à sua direita. O sarcófago foi doado pelo papa Gregório XVI (r. 1831–1846) e, na inscrição, lê-se: ILLE HIC EST RAPHAEL TIMUIT QUO SOSPITE VINCI / RERUM MAGNA PARENS ET MORIENTE MORI ("Aqui jaz Rafael, por quem a mãe de todas as coisas [Natureza] temia ser ultrapassada enquanto ele vivia e, enquanto ele morria, temia morrer também". Este epitáfio foi escrito por Pietro Bembo. O atual arranjo da capela é de 1811, um projeto de Antonio Munoz. O busto de Rafael (1833), é de Giuseppe Fabris. As duas placas comemorativas celebram Maria Bibbiena e Annibale Carracci. Atrás do túmulo está um estátua conhecida como "Madonna del Sasso" ("Madona das Rochas"), pois a Virgem está com um pé num pedregulho na imagem, encomendada por Rafael e executada por Lorenzetto em 1524.
Na Capela da Crucificação, a parede de tijolos romana é visível nos nichos. O crucifixo de madeira no altar é do século XV. Na parede esquerda, está "Vinda do Espírito Santo" (1790), de Pietro Labruzi, e, na direita, o baixo-relevo "Cardeal Consalvi apresenta ao Papa Pio VII as Cinco Províncias a serem Restauradas à Santa Sé" (1824), do escultor holandês Bertel Thorvaldsen. O busto é um retrato do cardeal Agostino Rivarola. O nicho final do lado esquerdo abriga uma estátua de São Rásio (S. Erasio) (1727), de Francesco Moderati.

## Obras baseadas no Panteão
Como o mais bem preservado exemplo de um edifício romano monumental antigo, o Panteão tem sido enormemente influente na arquitetura ocidental, pelo menos do Renascimento em diante, começando com a cúpula de 42 metros de diâmetro de Brunelleschi em Santa Maria del Fiore (Florença), completada em 1436.

## Localização
| Planimetria do Campo de Marte central |
| --- |
| Termas de Nero Estádio de Domiciano Panteão Basílica de Netuno Termas de Agripa Estagno ? Odeão de Domiciano Ínsulas da época de Adriano Galpões militares? Galpões militares? Galpões militares? Septa Júlia Diribitório Pórtico dos Deuses Água Virgem Arco de Cláudio Pórtico de Vipsânia Quartel da I coorte dos vigiles Iseu Templo de Minerva Calcídica Altar de Marte Via Flamínia Via Flamínia Templo de Adriano Templo de Matídia Teatro de Pompeu Templos do Largo Argentina Pórtico de Minúcio Coluna de Marco Aurélio T. de M. Aurélio e Faustina (?) Arco de M. Aurélio (?) Coluna de Antonino Pio Ustrino de Faustina Maior Ustrino de Faustina Menor Via Reta Pórtico e Templo de Bom Evento Pórtico de Pompeu Arco Novo Pórtico de Meleagro Pórtico dos Argonautas Piazza della Rotonda Vila Pública |